# Mistrzostwa Europy w Lekkoatletyce 1954 – sztafeta 4 × 100 m mężczyzn
Sztafeta 4 × 100 metrów mężczyzn była jedną z konkurencji rozgrywanych podczas V Mistrzostw Europy w Bernie. Biegi eliminacyjne zostały rozegrane 27 sierpnia, a bieg finałowy 29 sierpnia 1954 roku. Zwycięzcą tej konkurencji została sztafeta węgierska w składzie: László Zarándi, Géza Varasdi, György Csányi i Béla Goldoványi. W rywalizacji wzięło udział pięćdziesięciu sześciu zawodników z czternastu reprezentacji.

## Rekordy
| Rekord świata     | Stany Zjednoczone · (Jesse Owens, Ralph Metcalfe, Foy Draper, Frank Wykoff)  | 39,8 | Berlin, Niemcy | 09.08.1936 |
| Rekord Europy'    | Niemcy (Erich Borchmeyer, Gerd Hornberger, Karl Neckermann, Jakob Scheuring) | 40,1 | Berlin, Niemcy | 29.07.1939 |
| Rekord mistrzostw | Niemcy (Manfred Kersch, Gerd Hornberger, Karl Neckermann, Jakob Scheuring)   | 40,9 | Paryż, Francja | 05.09.1938 |

## Wyniki

### Eliminacje
Bieg 1
| Miejsce | Reprezentacja     | Zawodnicy                                                            | Czas | Uwagi |
| ------- | ----------------- | -------------------------------------------------------------------- | ---- | ----- |
| 1       | ZSRR              | Boris Tokariew, Wiktor Riabow, Lewan Sanadze, Łeonid Barteniew       | 41,0 | Q     |
| 2       | Wielka Brytania   | Kenneth Box, George Ellis, Kenneth Jones, Brian Shenton              | 41,7 | Q     |
| 3       | Polska            | Nikodem Goździalski, Wiesław Holajn, Zdobysław Stawczyk, Emil Kiszka | 41,5 | NR    |
| 4       | Protektorat Saary | Gert Lemmes, Werner Kiefer, Kurt Heidrich, Erich Ladwein             | 42,3 | NR    |

Bieg 2
| Miejsce | Reprezentacja  | Zawodnicy                                                             | Czas | Uwagi |
| ------- | -------------- | --------------------------------------------------------------------- | ---- | ----- |
| 1       | Czechosłowacja | František Brož, Bohuslav Hlídek, Václav Janeček, František Šimánek    | 41,1 | Q     |
| 2       | Włochy         | Wolfango Montanari, Sergio D’Asnasch, Lucio Sangermano, Luigi Gnocchi | 41,2 | Q     |
| 3       | Francja        | René Bonino, Yves Camus, Ernest Wanko, Alain David                    | 41,4 |       |
| 4       | Jugosławia     | Milovan Jovančić, Aleksandar Benjak, Petar Pecelj, Veljko Petrović    | 42,2 |       |
| –       | RFN            | Leonhard Pohl, Peter Kraus, Heinz Fütterer, Manfred Germar            | DQ   |       |

Bieg 3
| Miejsce | Reprezentacja | Zawodnicy                                                                    | Czas | Uwagi |
| ------- | ------------- | ---------------------------------------------------------------------------- | ---- | ----- |
| 1       | Węgry         | László Zarándi, Géza Varasdi, György Csányi, Béla Goldoványi                 | 40,8 | Q CR  |
| 2       | Szwecja       | Börje Andersson, Kaj Månsson, Sven-Olof Westlund, Jan Carlsson               | 41,1 | Q     |
| 3       | Holandia      | Teun Aret, Theo Saat, Hayo Rulander, Aad van Hardeveld                       | 41,3 | NR    |
| 4       | Belgia        | Jacques Vercruysse, Carlos Germonprez, Roland Vercruysse, Isidoor Vandewiele | 41,5 | NR    |
| 5       | Szwajcaria    | Joseph Huber, Willy Eichenberger, Pierfrancesco Campana, Hans Wehrli         | 41,9 |       |

### Finał
| Miejsce | Reprezentacja   | Zawodnicy                                                             | Czas | Uwagi |
| ------- | --------------- | --------------------------------------------------------------------- | ---- | ----- |
| 1       | Węgry           | László Zarándi, Géza Varasdi, György Csányi, Béla Goldoványi          | 40,6 | CR    |
| 2       | Wielka Brytania | Kenneth Box, George Ellis, Kenneth Jones, Brian Shenton               | 40,8 |       |
| 3       | ZSRR            | Boris Tokariew, Wiktor Riabow, Lewan Sanadze, Łeonid Barteniew        | 40,9 |       |
| 4       | Czechosłowacja  | František Brož, Bohuslav Hlídek, Václav Janeček, František Šimánek    | 40,9 | NR    |
| 5       | Włochy          | Wolfango Montanari, Sergio D’Asnasch, Lucio Sangermano, Luigi Gnocchi | 41,0 |       |
| 6       | Szwecja         | Börje Andersson, Kaj Månsson, Sven-Olof Westlund, Jan Carlsson        | 41,3 |       |